# Zuidrijns voetbalkampioenschap 1909/10
In 1909/10 werd het achtste Zuidrijns voetbalkampioenschap gespeeld, dat georganiseerd werd door de West-Duitse voetbalbond. Dit jaar werd de Zehnerliga opgericht voor de beste clubs uit Zuidrijn, Noordrijn en Ruhr. 
Dürener FC 03 werd kampioen en plaatste zich voor de West-Duitse eindronde. De club versloeg FC Union 05 Düsseldorf en verloor in de halve finale van Casseler FV 95. 
SV Kalk 04 is een fusie tussen FC Germania Kalk en FC Kalk 05.

## A-Klasse
| Plaats | Club                    | Wed. | W | G | V | Saldo | Ptn.  |
| ------ | ----------------------- | ---- | - | - | - | ----- | ----- |
| 1.     | Dürener FC 1903         | 12   |   |   |   | 44:10 | 20:4  |
| 2.     | FC Borussia 1899 Cöln   | 12   |   |   |   | 38:25 | 18:6  |
| 3.     | FC Rhenania 1900 Cöln   | 12   |   |   |   | 23:23 | 16:8  |
| 4.     | FC Viktoria 1904 Aachen | 12   |   |   |   | 33:33 | 10:14 |
| 5.     | SV Kalk 04              | 12   |   |   |   | 22:45 | 9:15  |
| 6.     | Cölner SpV 1902         | 12   |   |   |   | 26:33 | 7:17  |
| 7.     | FC Germania 01 Bonn     | 12   |   |   |   | 26:43 | 4:20  |

|  | Kampioen   |
|  | Degradatie |